# Polifenol oxidasa
La polifenol oxidasa (Polyphenol oxidase, PPO) coneguda també com a monofenol monooxigenasa) és un enzim tetramèric que conté quatre àtoms de coure per molècula, i té llocs d'unió per a compostos aromàtics i l'oxigen. Aquest enzim catalitza la O-hidroxilació de monofenols (fenols en els quals l'anell benzènic conté un únic substituent hidroxil) per a convertir-los en O-difenols (fenols ambdós substituents hidroxil). El mateix enzim pot, posteriorment, catalitzar l'oxidació delss O-difenols per a formar O-quinones. Les o-quinones són molt reactives i ataquen molts components cel·lulars. La ràpida polimerització de les O-quinones produeix pigments de color negre, marró o roig la qual cosa al seu torn és la causa de l'Oxidació enzimàtica. Les PPOs de vegades se'n diuen tirosines.
Existeix una mescla dels enzims monofenol i catecol oxidasa en pràcticament tots els teixits vegetals i també es poden trobar en bacteris, animals i fongs. i els seus productes són els responsables de la tolerància a la dessecació.